# Supplik
Supplik är den vanligaste formen av bön där en person ber en gudom om något, antingen till personen som ber eller å någons vägnar. Supplikant kallas den som ber om någonting.